# Johann Georg Halske
Johann Georg Halske (Hamburgo, 30 de julho de 1814 – 18 de março de 1890) foi um mecânico mestre alemão.

## Biografia
Nascido em Hamburgo, Halske começou sua própria oficina em Berlim em 1844, em sociedade com F. M. Böttcher. Em 1847 fundou a Telegraphen-Bauanstalt von Siemens & Halske em Berlim, juntamente com Werner von Siemens. Halske envolveu-se particularmente na construção e projeto de equipamentos elétricos como a prensa que possibilitou o isolamento de fios com guta-percha, o telégrafo de ponteiros e o telégrafo de Morse e instrumentos de medição. Em 1867 retirou-se da empresa porque suas convicções sobre a política da empresa divergiam daquelas dos irmãos Siemens, devotando-se ao estabelecimento do Museu de Artes Decorativas de Berlim.